# Halcyon Digest
Halcyon Digest är ett studioalbum av den amerikanska indierockgruppen Deerhunter. Albumet är det första av gruppens album som enbart utgavs av 4AD. Albumets sista spår är Bradford Coxs hyllning av den avlidna Jay Reatard. 

## Låtlista
All sångtext är skriven av Bradford Cox, förutom där annat anges. 
| Nr  | Titel                            | Längd |
| --- | -------------------------------- | ----- |
| 1.  | Earthquake                       | 5:00  |
| 2.  | Don't Cry                        | 2:49  |
| 3.  | Revival                          | 2:13  |
| 4.  | Sailing                          | 5:00  |
| 5.  | Memory Boy                       | 2:09  |
| 6.  | Desire Lines (Cox/Lockett Pundt) | 6:44  |
| 7.  | Basement Scene                   | 3:41  |
| 8.  | Helicopter                       | 4:58  |
| 9.  | Fountain Stairs (Pundt)          | 2:38  |
| 10. | Coronado                         | 3:19  |
| 11. | He Would Have Laughed            | 7:29  |